# Mafdet
Mafdet (m3fd.t) az ókori egyiptomi vallás egyik istennője. Már az I. dinasztia idején említik; Den, az I. dinasztia egyik fáraója idejében alakja megjelenik a fáraó sírjából származó kőedényeken. Említik a palermói kövön is. Védelmező istennő, ragadozó állat alakjában ábrázolták. A Piramisszövegekben Ré napistent és a fáraót védi a mérgeskígyóktól. A királyi igazságszolgáltatás megszemélyesítője is volt, újbirodalmi ábrázolásokon a halál utáni ítélet során a hóhér szerepét alakítja.
Nem tisztázott, milyen állat az, amelynek alakjában rendszerint ábrázolják; macskaféle ragadozónak tűnik, cibetmacskának, ocelotnak vagy mongúznak. Ezek az állatok elpusztították az Egyiptomban gyakori és veszélyes kígyókat és skorpiókat.
Saját kultusza nem volt, de templomi feliratokon gyakorta említik, és mágikus szertartásokban is megidézték – a XXI. dinasztia idejéből fennmaradt, őt megidéző varázsigét egy kenyér felett kellett elmondani, melyet ezután húsba tekerve odavetettek egy macskának; amikor a macska ezt megette, maga Mafdet pusztította el a gonosz erő forrását.

## Ikonográfiája
Ábrázolják állat és állatfejű nő alakjában is, illetve állatként női fejjel, befont hajfürtjei időnként skorpiófarokban végződnek. Néha kígyókból álló fejéket visel. Időnként egy késben végződő rúd formájú kivégzőeszköz rúdján futva is ábrázolják (ez a hóhér hivatalának jelképe lehetett). A Középbirodalom idején alakja különféle tárgyakon védelmező funkcióban fordul elő, gyakran Hededet skorpióistennővel együtt.